# 言語行動
『言語行動』（げんごこうどう、Verbal Behavior、1957）は、心理学者B.F.スキナーの著書である。この本で彼は、言語行動は他の行動と同様に随伴性によってコントロールされていると主張し、従来、言語・文学・発話と呼ばれてきた人間の行動を言語行動として機能分析している。
『言語行動』は、理論的分析が殆どであり、言語行動に関する実験的研究を元に書かれたものではなかったが、この本の出版以後、言語行動は実験的に研究されるようになった。

## 言語行動とは
スキナーは、自身の基礎的研究から言語行動に関する理論を発展させた（なお、彼の研究は動因操作、弁別刺激、反応、強化子の四項随伴性モデルを利用したものであった）。そして、言語行動を「他者によってもたらされた結果によってコントロールされる行動」と定義し、機能分析を行った。
言語行動はオートクリックと六種類の基本言語オペラントに分類される。
六種類の基礎言語オペラントとは、マンド（要求言語行動）、タクト（報告言語行動）、ディクテーション（書き取り行動）、コピーイング（書き写し行動）、エコーイック（音声模倣行動；反響反応）、テクスチュアル（読字行動；読字反応）、イントラバーバル（言語間制御；内言語）である。
スキナーは、行動それ自体が妥当な研究課題であると主張し、仮説（心的）構成概念に言及することなく、行動とそれが生じる環境の関数関係を記述することにより言語行動を分析した。これは、物理学におけるエルンスト・マッハの帰納的見解を拡張したものであり、スキナーは、仮説の構築と検証を必要としないものであると主張した。